# Băilești
Băileşti é uma cidade e município da Roménia com 22.231 habitantes, localizada no judeţ (distrito) de Dolj.